# Kapelle bei der Ruppenschwaige

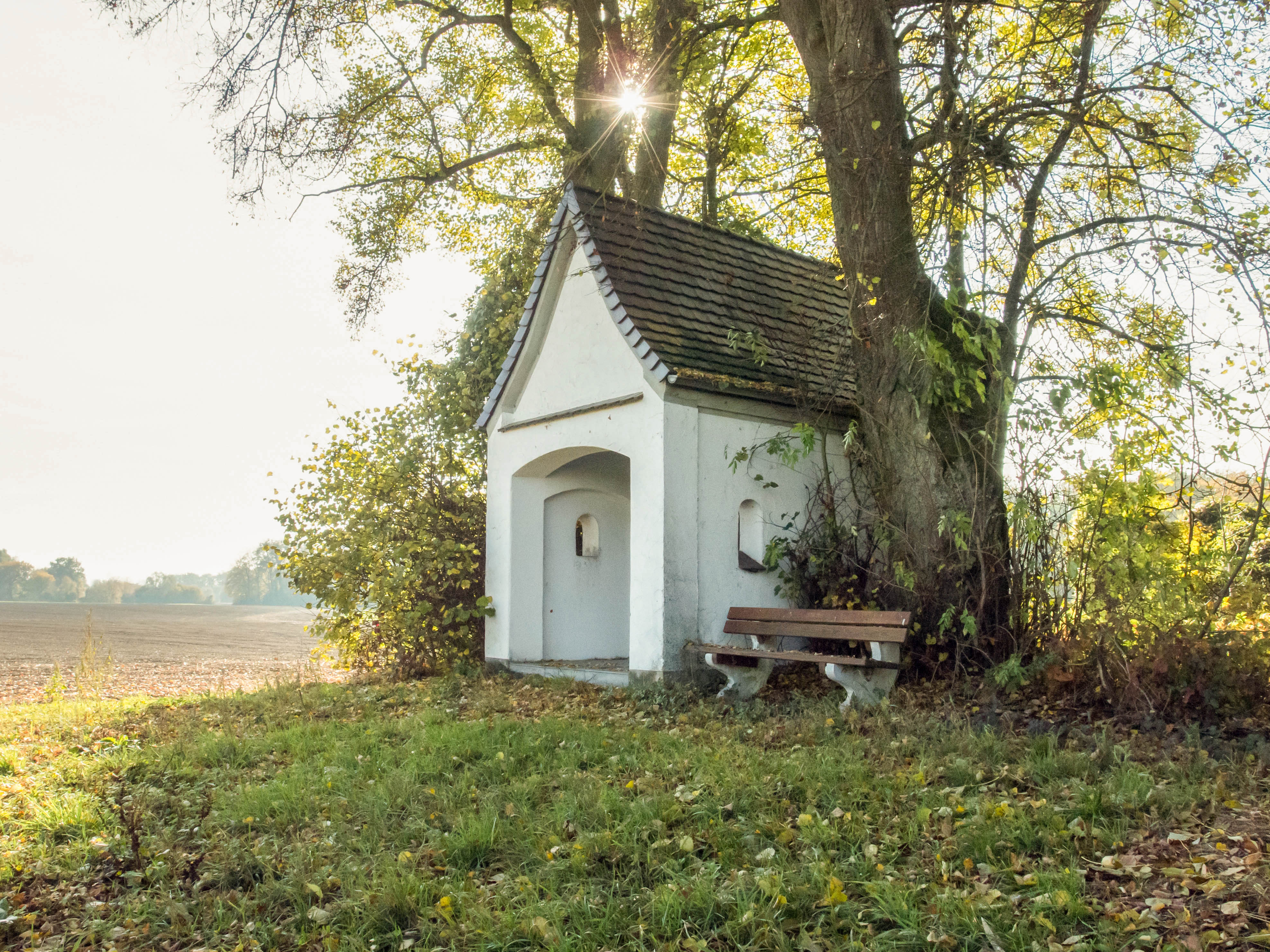
Wegekapelle bei der Ruppenschwaige

Die Ruppenschwaige liegt als einer von vielen Schwaighöfen rechtsseitig der Donau im Donauried, etwa einen Kilometer nordöstlich des Schwenninger Ortsteils Gremheim; im bayerischen Landkreis Dillingen an der Donau. Etwa 400 m südöstlich liegt die Ruppenmühle. 
Südlich in direkter Nachbarschaft des Schwaighofes befindet sich in der Wegbiegung am Lohrgraben eine kleine Wegekapelle aus dem 18. Jahrhundert, bis auf die erneuerte Dachdeckung noch im historischen Zustand. Der nach vorn offene, einfache Kastenbau ist mit steilem Satteldach > 70 Grad beschützt, die Traufkonstruktion trägt als einzige baulich nicht zwingend notwendige Zier einen Aufschiebling. 
An der Frontseite bietet sich breiter Zugang mit flachem Stichbogensturz, über dem das verjüngte Giebelmauerwerk mit einem bibergedeckten Kehlgesims die Fassade gliedert. Ursprünglich waren Ortgang und wohl auch Traufe hölzern bekleidet, nach Dacherneuerung wurde verputzt und der Ortgang mit neuzeitlichen Winkelbibern bekleidet.
Der Zugang ist vorzeichenartig gestaltet und schließt nach rückwärts mit einem eichenen Betstuhlgatter gegen die Heiligenapsis, die gegen die Rückwand schräg abgemauert wurde, damit ist optische Tiefe simuliert. 
Die Seitenwände des Vorhauses sind beidseits mit breiten Stichbogennischen gegen vordere starke Eckpfeiler zurückgesetzt, in den geschlossenen Nischen wiederum kleine tiefe Rundbogennischen, wohl einst als Heiligennischen.
Der Dachstuhl liegt im Innern nach oben offen (neuzeitlich mit Vogelschutzgitter versehen). Ausstattung.
Die Kapelle ist beidseits flankiert von zwei alten Linden, rechts viergriffig, links dreigriffig.
Die Wegekapelle ist gelistetes Baudenkmal unter der Nummer D-7-73-164-9.
Weiterhin liegt sie innerhalb des FFH-Gebietes Donauauen Blindheim-Donaumünster.